# Phoca largha
La foca manchada (Phoca largha) es una especie de mamífero pinnípedo de la familia de los fócidos. Habita hielos y aguas del océano Pacífico norte y mares adyacentes. Se lo halla en la plataforma continental de los mares de Beaufort, Chukotka, Bering, Ojotsk y de sur a norte del mar de Huanghai y el oeste del mar del Japón.